# City Hall (film, 2020)
Pour les articles homonymes, voir City Hall.
Pour plus de détails, voir Fiche technique et Distribution.
City Hall est un film documentaire américain réalisé par Frederick Wiseman, sorti en 2020.
Il est présenté hors compétition à la Mostra de Venise 2020.

## Synopsis
Le documentaire est consacré à la vie et au fonctionnement de la mairie de Boston dont le maire est Marty Walsh.
Le titre fait néanmoins référence au film portant le même titre de Harold Becker, réalisé en 1996, City Hall ou intitulé parfois  Complot dans la ville

## Fiche technique
- Titre français : City Hall
- Réalisation : Frederick Wiseman
- Montage : Frederick Wiseman
- Pays d'origine :  États-Unis
- Format : Couleurs - 35 mm
- Genre : Documentaire
- Durée : 272 minutes
- Dates de sortie :
  - Italie : septembre 2020 (Mostra de Venise 2020)
  - France : 14 octobre 2020

## Sortie

### Accueil critique
En France, le site Allociné recense une moyenne des critiques presse de 4,1/5.

## Distinction

### Sélection
- Mostra de Venise 2020 : sélection hors compétition